# Karl Tutte
Karl Tutte (31. října 1875 Lovosice – 7. července 1925 Velká Černoc) byl česko-německý pedagog a regionální historik. Byl redaktorem německé Vlastivědy žateckého okresu, která vycházela v sešitech v letech 1904–1907.

## Životopis
Karl Tutte se narodil 31. října 1875 v Lovosicích. Jeho otec Josef byl učitelem na tamní základní škole. Začátkem 80. let byl Josef Tutte přeložený na školu do Liběšic, kde jeho syn Karl navštěvoval obecnou školu. V letech 1888–1890 chodil Karl Tutte na žateckou měšťanku a následující čtyři roky studoval na Učitelském ústavu v Chomutově. Jeho prvním místem byla škola ve Veliké Vsi, kde v letech 1894–1898 působil jako podučitel. V blízkém Krásném Dvoře, kde v té době bydlel, poznal svou budoucí ženu Vilemínu Puschnerovou. Vzali se v roce 1897, manželství ale zůstalo bezdětné.
V letech 1898–1904 učil v Deštnici, od začátku školního roku 1904/1905 přešel do nově zřízené jednotřídní obecné školy v sousedním Sádku. Zde se zapojil do spolkového života. Byl jednatelem sboru hasičů a Zemědělského spolku pro Sádek a okolí. Na sádeckém obecním úřadu vedl spisovou agendu, pořizoval záznamy do školní kroniky. Od školního roku 1917/1918 nastoupil Tutte do dvoutřídní školy v blízké Velké Černoci. Zde byl iniciátorem vzniku živnostenské pokračovací školy, kterou sám řídil.

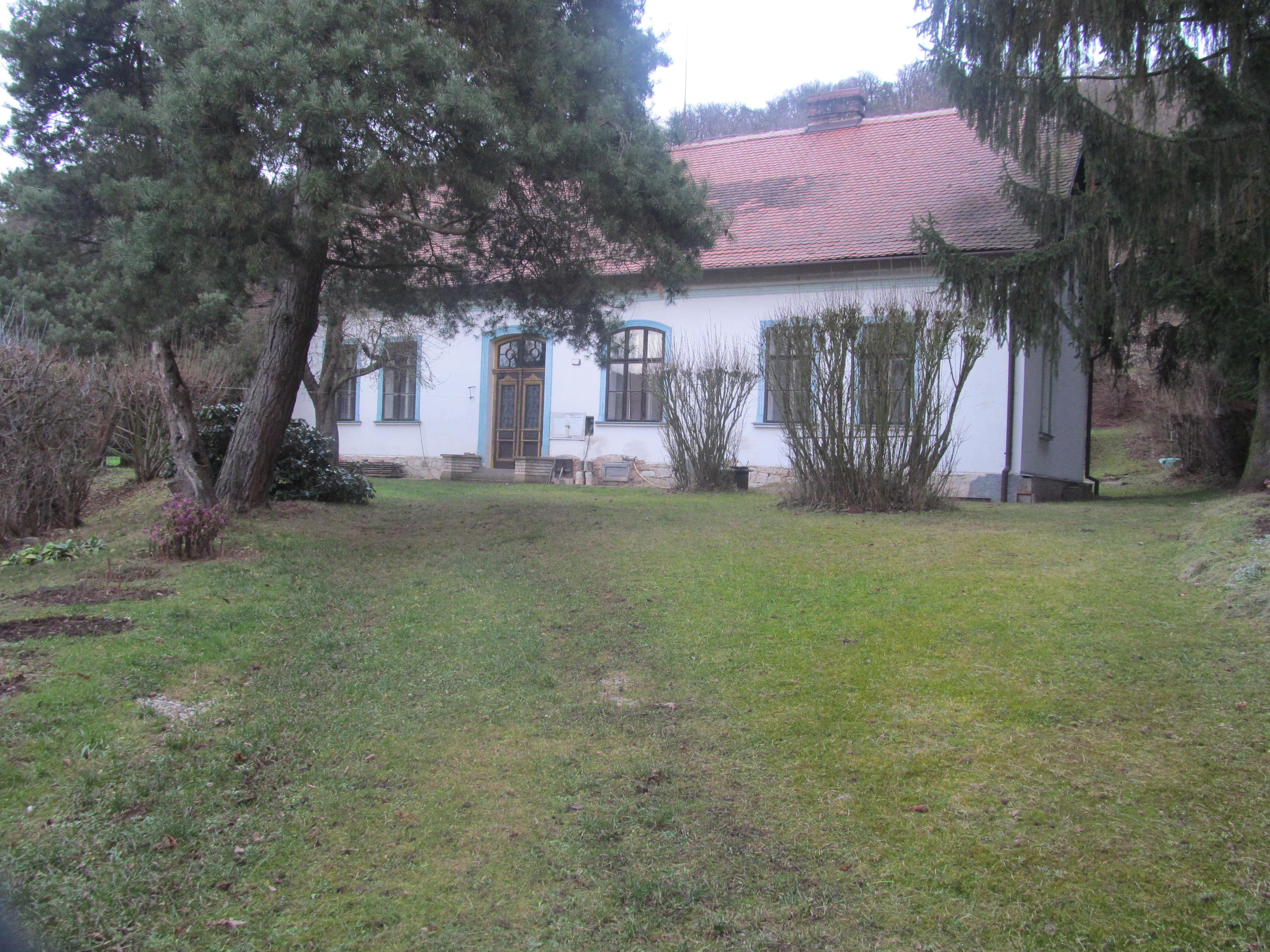
Škola v Sádku, kde Tutte redigoval vlastivědu

 Tutte pravidelně publikoval články s vlastivědnou tematikou v Adresářích žateckého okresu. Jeho hlavním dílem je redakční práce na Vlastivědě žateckého okresu, která vycházela po sešitech v letech 1904–1907. Kniha má 918 stran. Je kolektivním dílem německých učitelů a odborníků z nejrůznějších oblastí. Vydal ji Německý učitelský spolek v Žatci, iniciátorem díla byl okresní školní inspektor Franz Willomitzer. Teritoriálně zahrnuje bývalé politické okresy Žatec a Postoloprty. Každé z vesnic je věnován samostatný článek, obsahující popis stávající podoby sídla a jeho historie. Samostatné oddíly jsou věnované průmyslu, zemědělství, školství, zdravotnictví, národopisu, komunikacím, bankovnictví, významným osobnostem, pověstem, náboženským poměrům a dalším oblastem života. Všechny příspěvky redigoval ve svých učitelských bytech v Deštnici a Sádku právě Tutte. V roce 2018 byl Tutte jmenován čestným občanem Deštnice in memoriam.